# National Alliance for Autism Research
La National Alliance for Autism Research (Alliance Nationale pour la Recherche sur l'Autisme,  NAAR), à Princeton, New Jersey, est une organisation de plaidoyer à but non lucratif, fondée par des parents d'enfants avec autisme préoccupés par le peu de fonds disponibles pour la recherche.

## Origines et activités
La NAAR a été fondée en 1994 pour stimuler la recherche biomédicale et les approches scientifiques pour comprendre, traiter et guérir les troubles du spectre autistique. Les fondateurs se composent d'un petit groupe de parents, dont deux psychiatres, un avocat et un professeur de chimie. 
La NAAR amasse de l'argent pour fournir des subventions de recherche en se concentrant sur l'autisme, et a levé 20 millions de dollars pour plus de 200 projets de recherche sur l'autisme, des bourses et des programmes de collaboration, soit  plus que toute autre organisation non gouvernementale. Début 2006, la NAAR fusionne avec Autism Speaks.